# 유관순 (1974년 영화)
"유관순"은 1974년 공개된 대한민국의 영화로 유관순의 행적을 소재로 하고 있다.

## 캐스팅
- 문지현
- 고은아
- 김진규
- 문정숙
- 장동휘
- 황해
- 박암
- 김희갑
- 정욱
- 이일웅
- 독고성
- 박기택
- 최성
- 박동룡
- 장훈
- 고설봉
- 임성포
- 지방열
- 주일몽
- 손전
- 태일
- 박종설
- 노사강
- 임해림
- 임예심
- 조학자
- 문미봉
- 이예성
- 추봉